# Filipina
Filipina é uma aldeia de São Tomé e Príncipe, localiza-se no distrito de Mé-Zóchi, ilha de São Tomé, próxima às localidades de Favorita, Rio Lima e Lemos.